# شکارچی شهر (مانگا)
شکارچی شهر (به انگلیسی: City Hunter) مجموعه مانگا ژاپنی نوشته و تصویرگری شده توسط تسوکاسا هوجو است که از سال ۱۹۸۵ تا ۱۹۹۱ در هفته‌نامه شونن جامپ منتشر شد و چپترهای آن در ۳۵ جلد تانکوبون گردآوری شده است. مجموعه تلویزیونی انیمه اقتباس شده از این اثر ساخته استودیو سان‌رایز در سال ۱۹۸۷ پخش شد که باعث محبوبیت در بسیاری از کشورهای آسیایی و اروپایی شد. داستان دربارهٔ ریو سابا است که همراه با شریک خود هیدیوکی ماکیمورا، تلاش می‌کند توکیو را از شر جرم خلاص کند.
همچنین از شکارچی شهر چندین فرنچایز رسانه‌ای و اسپین آف ساخته شده که شامل فیلم‌های شکارچی شهر و نیکی لارسون و عطر کوپید و مجموعه تلویزیونی دراما کره‌ای شکارچی شهر است. همچنین مانگا اسپین آف قلب فرشته نیز منتشر شده است.